# Keystone Corridor
A Keystone Corridor egy részben villamosított, 562 km hosszú vasútvonal Philadelphia és Pittsburgh között az Amerikai Egyesült Államokban. A vonalon egyaránt zajlik személy- és teherszállítás is, a megengedett legnagyobb sebesség 180 km/h. Az Amtrak két távolsági járatot is üzemeltet a vonalon: Harrisburg-ból New York Citybe a Keystone Servicet és Pittsburghból New York City-be a Pennsylvanian-t.
Az Amtrak megalakulása előtt erre közlekedett Chicago felé a Pennsylvania Railroad híres Broadway Limited expressvonata is.
Harrisburg-ig a pálya a Norfolk Southern tulajdona, ahol a híres Horseshoe Curve vonalszakasz is található. Harrisburg és Philadelphia között a pálya az Amtraké, mely villamosítva is van.

## Története
A Keystone-folyosóvá váló útvonalat főként két vasúttársaság fektette le. A Dillerville-től keletre, Lancastertől nyugatra fekvő sínek eredetileg a Philadelphia and Columbia Railroadé voltak, amely az állami tulajdonú Main Line of Public Works része volt. Lancastertől nyugatra Harrisburgig a Harrisburg, Portsmouth, Mount Joy and Lancaster Railroad fektette le a síneket. A mai Keystone-folyosó kisebb átrendezésektől eltekintve ugyanezen az útvonalon halad.
Mindkét vonal végül a Pennsylvania Railroad (PRR) fővonalának részévé vált.
1915-ben a PRR villamosította a vonalat a philadelphiai Broad Street állomástól Paoliig, az akkori ingázóforgalom nyugati végpontjáig. A Paolitól nyugatra, Harrisburgig tartó villamosításra az 1930-as években került sor, miután a PRR befejezte a New York-Washington, D.C. közötti szakasz (a mai északkeleti folyosó) villamosítását. A villamosítás összköltsége meghaladta a 200 millió amerikai dollárt, amelyet a Reconstruction Finance Corporation és a Public Works Administration által nyújtott, kormány által támogatott kölcsönökből finanszíroztak.
Az utasforgalom veszteséges maradt, a második világháború alatt visszatért a nyereségességhez, majd ismét visszaesett. A PRR az 1950-es években felújította a pálya nagy részét, de úgy döntött, hogy továbbra is stabil osztalékot fizet, ahelyett, hogy újra befektetett volna az infrastruktúrába. Az eredmény leromlott állomások, lassú, széteső pályaállapotok és elavult gördülőállomány volt, amely gyakran elromlott.
1968-ban a PRR egyesült a New York Centrallal, és Penn Central lett belőle, amely 1970-ben csődöt jelentett. 1976-ban az Amtrak tulajdonába került a Philadelphia és Harrisburg közötti vonal, míg a Conrail (a Penn Central, a Reading Company és több más I. osztályú vasúttársaság egyesülése) tulajdonába került a vonal fennmaradó része és a Penn Central tulajdonában lévő számos villamosított és nem villamosított elágazás. Az Amtrak 1971-ben vette át a Harrisburg-New York távolsági expressz vasúti szolgáltatást, míg a Conrail a SEPTA égisze alatt folytatta a Harrisburg-Philadelphia inga-forgalmat. 1983-ban a SEPTA átvette az összes ingázó járatot, és kiterjesztette a működést Parkesburgig (1996-ban Downingtownig megszakították, de később Thorndale-ig meghosszabbították).
A Penn Central megállapodást kötött a szövetségi kormánnyal a Metroliner nevű nagysebességű szolgáltatás biztosítására, amely 1969-re korszerűsítette a New York és Washington közötti északkeleti folyosó vágányait, de elhanyagolta a többi területet, például a Keystone folyosót, és a karbantartás hiánya az Amtrak 1976-os átvétele után is folytatódott. A Keystone folyosó végül a problémás Metroliner villamos motorvonatok „raktáraként” szolgált. Az Amtrak a Harrisburg és New York közötti járatokon is elektromos mozdonyvontatású vonatokat használt. Az Acela Express villamoss nagysebességű szolgáltatás bevezetése előtt az északkeleti folyosón, miután hiányt szenvedett az elektromos mozdonyokból (E60 és AEM-7 típusokból egyaránt), az Amtrak GE Genesis dízelmozdonyokat használt Harrisburg és Philadelphia között, a 30th Street Station mozdonycserével villamos (általában AEM-7) mozdonyra. A lassabb menetrendek, valamint a magasabb jegyárak és a SEPTA által támasztott verseny miatt az utasok száma csökkent.
A Philadelphia és Lancaster közötti vonal négyvágányú volt az 1960-as évekig, amikor a PRR a Paolitól nyugatra lévő két vágányt elbontotta. A vonal Paolitól Harrisburgig jelenleg kétvágányú, kivéve a Glen és Park állomások közötti háromvágányú szakaszt, valamint a Downs és Thorn állomások közötti négyvágányú szakaszt.
2004-től a pálya nagy részét 110 km/h maximális sebességre korlátozták, kivéve néhány 145 km/h sebességű szakaszt Downingtown és Lancaster között. Vannak olyan kanyarok is, amelyek lassabb sebességet igényelnek (különösen a Merion és Overbrook közötti szakaszon), valamint sebességkorlátozások az állomásokon belül.